# Armando Di Natale
Armando Di Natale (Siracusa, 1941 – Novi Ligure, 11 ottobre 1982) è stato un mafioso italiano, legato a Cosa Nostra.
Dopo la strage di via Carini, dove rimasero uccisi Carlo Alberto dalla Chiesa, la moglie Emanuela Setti Carraro e l'agente di scorta Domenico Russo, divenne un pentito che collaborava nonostante pendesse sulla sua testa anche un mandato di cattura.

## Biografia
Aveva precedenti per omicidi e traffico di droga e la sua situazione di "pentito" braccato dalla legge lo metteva in una posizione scomoda. Prima di essere ucciso per non aver diviso il ricavato di metà di una partita di hashish di 600 chili che era andato a prendere in nave in Marocco e venne sequestrato dagli uomini del boss Nunzio Salafia per indurlo a confessare, ma venne liberato senza aver rivelato il posto dove aveva nascosto la somma ma terrorizzato si rifugiò nella questura di Palermo.
Venne colpito con due colpi di pistola 7,65 mm la sera di domenica 10 ottobre nei pressi del casello di Vignole Borbera sull'autostrada A7 mentre andava con la moglie e la figlia in direzione Genova ed era in fuga verso la Costa Azzurra o la Corsica dopo che era stato interrogato a Palermo martedì; venne inizialmente soccorso da un automobilista e intervennero la Polizia stradale di Genova Sampierdarena e l'ambulanza che lo trasportò in fin di vita all'Ospedale San Giacomo di Novi Ligure, dove arrivò alle 23:15, mori alle 00:30 senza aver mai ripreso conoscenza. La moglie e la figlia vennero sequestrate e forse uccise.
Grazie a Di Natale erano stati possibili gli ordini di cattura per Nunzio Salafia, Salvatore Genovese e Antonio Ragona, emessi dal giudice istruttore Giovanni Falcone, che aveva emesso anche emesso un ordine di cattura nei suoi confronti.
Rimangono ancora ignoti gli autori del delitto di Di Natale e della scomparsa (e probabile omicidio) di moglie e figlia.